# Entodon warmingii
Entodon warmingii là một loài rêu trong họ Entodontaceae. Loài này được Hampe Müll. Hal. mô tả khoa học đầu tiên năm 1879.